# Вулканска купа
Вулканска купа је елементарни облик вулканског рељефа. Представљена је узвишењем насталим нагомилавањем пирокластичног материјала и изливањем лаве, при вулканским ерупцијама. На њеном врху налази се отвор левкастог облика који се назива кратер. Левак кратера сужава се са повећањем дубине и прелази у вертикални, цилиндрични канал који носи назив „гротло вулкана”. Кроз гротло најпре пролази магма из унутрашњости крећући се ка површини. Кратер и гротло су основни морфолошки елементи вулканске купе.
Величина купе, њено стварање и разарање зависе од неколико фактора, на првом месту од ерупција и интензитета и трајања вулканског рада. Вулканске купе великих размера последица су ерупција које се карактеришу изливањем великих количина лаве и избацивањем огромних маса пирокластичног материјала. Дуготрајне и снажне ерупције овог типа стварају купе џиновских димензија, какве су купе Хавајских острва. Оне су почеле да се формирају још у терцијару, под морем, а њихова активност траје и данас. Дижу се са океанског дна дубоког преко 6 000 m, а њихова висина изнад нивоа мора прелази 4 000 m. Највише купе су: Мауна Кеа (4 214 m), Мауна Лоа (4 168 m) и Килауеа (1 231 m н.в.) и оне представљају највише облике литосфере уопште.
Код купа треба разликовати апсолутну и релативну висину. За висину вулкана већи значај имају релативне висине, тј. висине од подножја купе до врха. Већина вулканских купа лежи на врло високој, често невулканској основи, коју представљају веначне планине или високи платои, тако да је стварна висина вулканских купа знатно мања. Примера ради Чимборасо има апсолутну висину 6 272 метара, али је  његова релативна висина свега 2 300 метара. Вулканске купе са великим апсолутним висинама су: Аконкагва (6 960 m), Лулаилако (6 723 m), Антофел (6 100 m), Котопакси (5 896 m), Килиманџаро (5 895 m) итд.
Насупрот огромним висинама вулканских купа, на Јерменској висији постоје купе 30-50 m релативне висине. Купа вулкана Мушкетова на Ватимској висији висока је 100 m, а вулкана Монте Нуово 139 m.

## Подела
Вулканске купе могу бити просте или сложене. Просте се састоје од једног маље или више правилног узвишења, најчешће облика заобљене купе. Сложене купе су асиметричне, неправилне и имају два или више кратера. Оне се даље могу поделити на „секундарне вулканске купе“ (мање и млађе купе које су настале у средишту већег и старијег кратера) и „паразитске“ (бочне, адвентивне) вулканске купе које се јављају на боковима вулкана и настају прскањем услед притиска. Читави низови паразитских купа стварају се на пукотинама створеним прскањем главне вулканске купе. На Етни их има преко 1000 са висином која се креће од 150 до 200 m. Вулкани Камчатке (Кључевска сопка, Толбачик) карактеристични су по бројним паразитским купама.
Паразитске вулканске купе могу се јавити и у подножју главних вулканских купа али и непосредно у кратерима вулкана, између старог кратера и млађе, централне, секундарне купе. У кратеру Везува налазе се две паразитске купе Коле Умберто и Коле Маргерита. Оваквих купа има и у кратеру вулкана Етна.
Псеудоеруптивне вулканске купе немају кратер на врху за разлику од правих еруптивних купа. Оне се формирају на боковима главних вулканских купа али и дуж пукотина у тврдој кори од консолидоване лаве у подножју вулкана.
Посебан тип вулканских купа су „марови“, који се сматрају ембрионалним стадијумом вулкана. То су фосилне купе врло мале висине, изграђене од туфа и пепела. Ове купе сведене су готово на сам кратер који је обично испуњен језерском водом. Марови су углавном постали током једне једине ерупције, током квартара, после које је престао вулкански рад. Јављају се у Оверњу (Француска) и Ајфелу (З. Немачка), у области Швапског Алба, Средњој Италији, Централној Америци, на Јави, Новом Зеланду, Исланду итд. Кратери марова могу бити различите ширине и дубине. Има их пречника од неколико стотина меатара од неколико километара а дубине до неколико стотина метара. Код мешовитих вулкана развијају се стратовулканске купе наизменичним нагомилавањем лавичног и растреситог материјала.